# 槇田久生
槇田 久生（まきた ひさお、1909年12月13日 - 1989年4月24日）は、日本の実業家。元日本鋼管社長・会長。

## 略歴
佐賀県生まれ、長崎県育ち。長崎師範附属小学校（現・長崎大学教育学部附属小学校）から、永田鉄山、石坂泰三、大島浩らも通った東京・牛込北町愛日小学校に転校。母の兄である伯父のもとに養子に入り、大谷姓から槙田姓に変わる。東京府立第一中学校に入学、ここでも石坂泰三の後輩となる。府立一中時代は、同期に牛場信彦、浅村廉らがいた。のちに槙田が日加経済人会議で世話人を務めた時、駐カナダ大使を務めた牛場の人脈がおおいに役立ったという。以後、東京商科大学（現・一橋大学）予科の受験に失敗、商学専門部に進学。学部進学後の就職試験においても昭和の大恐慌と重なっていたため、日本銀行、日本興業銀行の試験に失敗、日本鋼管に補欠で拾われる。
昭和16年2月、企画院出向、高等官嘱託という立場で従事。そのすぐあとの7月、豊田貞次郎が会長であった鉄鋼統制会に移動。鉄不足が深刻な中、鉄供出に従事した。
戦後、京浜工場など、鉄鋼業界のなかで戦略爆撃を一番手酷くやられた日本鋼管も朝鮮特需、高度経済成長に乗り復興し、槙田も昭和46年から55年まで社長を務めた。その間、日加経済人会議の世話人に就任、カナダへの直接投資に積極的であった。のち、会長、相談役。享年79歳。